# Cheonnyeon ho
Cheonnyeon ho (천년호), comercialitzada internacionalment com A Thousand Year-Old Fox, és una pel·lícula de terror fantàstic sobrenatural de Corea del Sud del 1969 dirigida per Shin Sang-ok amb guió de Kwak Il-ro.

## Sinopsi
A l'antiga Corea. dota el regnat dels Tres Regnes sota la reina Jin-seong, hi havia una dona, Yeo-hwa, que va temptar un sacerdot budista anomenat Cho. Tanmateix, no és pas una dona, sinó una guineu que té mil anys i vol reencarnar-se com a ésser humà. Durant anys Cho viu amb la guineu sense saber-ho. Finalment, quan veuen que el seu amor no es podrà desenvolupar en aquest món, se separen amb tristesa.

## Repartiment
- Kim Hye-jeong - reina Jin-seong
- Kang Kye-shik
- Bang-yeol Ji
- Kim Ji-su - Yeo-hwa, la guineu
- Shin Young-kyun - General Wong-ran Kim
- Ji Bang-yeol

## Recepció
Fou projectada com a part de la secció informativa de la III Setmana Internacional de Cinema Fantàstic i de Terror a Sitges (1970).